# Vesicularia harmeri
Vesicularia harmeri is een mosdiertjessoort uit de familie van de Vesiculariidae. De wetenschappelijke naam van de soort is voor het eerst geldig gepubliceerd in 1942 door Silén.